# Diego López Rodríguez
Diego López Rodríguez (Paradela, 3 november 1981) is een Spaanse voormalige doelman in het betaald voetbal. Hij verruilde AC Milan in juli 2017 transfervrij voor RCD Espanyol, dat hem in het voorgaande seizoen al huurde. Lopez debuteerde in 2009 in het Spaans voetbalelftal.

## Clubcarrière
López begon zijn loopbaan in de jeugd van Real Madrid. Uiteindelijk werd hij tweede doelman van het eerste elftal, achter Iker Casillas, en keepte hij in totaal twee wedstrijden. In zijn laatste seizoen bij de club was hij nog steeds vaste reserve en mocht hij alleen bekerwedstrijden spelen. Hij wilde niet langer wachten en vroeg een transfer aan bij de clubleiding. Hij werd overgenomen door Villarreal, dat zes miljoen euro voor hem betaalde. Ook hier werd hij aanvankelijk tweede keus, achter Sebastián Viera. Daarna kreeg hij zijn kans en werd hij eerste keeper. Tijdens het seizoen 2008/09 miste hij het hele seizoen geen minuut. In het seizoen 2011/12 degradeerde hij met Villarreal op de laatste speeldag naar de Segunda División A. Op 22 mei 2012 werd bekend dat hij een contract voor vijf jaar bij Sevilla FC had getekend. De transfersom bedroeg ongeveer 4 miljoen euro. Bij Sevilla ging hij de concurrentiestrijd aan met Andrés Palop. Real Madrid-doelman Iker Casillas liep in een bekerduel tegen Valencia CF een handblessure op waardoor hij drie maanden uitgeschakeld was. Enkele dagen later werd bekendgemaakt dat Diego López de vervanger werd van Casillas. Real Madrid betaalde vier miljoen euro voor Diego López, die een vierenhalfjarig contract bij De Koninklijke tekende. Zowel José Mourinho als Carlo Ancelotti verkoos Diego López boven Casillas als eerste doelman. López verruilde in Real Madrid voor augustus 2014 AC Milan, waar hij een vierjarig contract tekende.

## Clubstatistieken
| Seizoen | Club          | Land            | Competitie         | Competitie | Competitie | Beker | Beker | Internationaal | Internationaal | Totaal | Totaal |
| Seizoen | Club          | Land            | Competitie         | Wed.       | Dlp.       | Wed.  | Dlp.  | Wed.           | Dlp.           | Wed.   | Dlp.   |
| ------- | ------------- | --------------- | ------------------ | ---------- | ---------- | ----- | ----- | -------------- | -------------- | ------ | ------ |
| 2003/04 | Real Madrid B | Vlag van Spanje | Segunda División B | 6          | 0          | 0     | 0     | —              | —              | 6      | 0      |
| 2004/05 | Real Madrid B | Vlag van Spanje | Segunda División B | 35         | 0          | 0     | 0     | —              | —              | 35     | 0      |
| 2005/06 | Real Madrid   | Vlag van Spanje | Primera División   | 2          | 0          | 3     | 0     | 1              | 0              | 6      | 0      |
| 2006/07 | Real Madrid   | Vlag van Spanje | Primera División   | 0          | 0          | 4     | 0     | 1              | 0              | 5      | 0      |
| 2007/08 | Villarreal CF | Vlag van Spanje | Primera División   | 20         | 0          | 6     | 0     | 8              | 0              | 34     | 0      |
| 2008/09 | Villarreal CF | Vlag van Spanje | Primera División   | 38         | 0          | 0     | 0     | 9              | 0              | 47     | 0      |
| 2009/10 | Villarreal CF | Vlag van Spanje | Primera División   | 38         | 0          | 2     | 0     | 9              | 0              | 49     | 0      |
| 2010/11 | Villarreal CF | Vlag van Spanje | Primera División   | 38         | 0          | 2     | 0     | 15             | 0              | 55     | 0      |
| 2011/12 | Villarreal CF | Vlag van Spanje | Primera División   | 37         | 0          | 0     | 0     | 8              | 0              | 45     | 0      |
| 2012/13 | Sevilla FC    | Vlag van Spanje | Primera División   | 8          | 0          | 3     | 0     | —              | —              | 11     | 0      |
| 2012/13 | Real Madrid   | Vlag van Spanje | Primera División   | 16         | 0          | 3     | 0     | 0              | 0              | 19     | 0      |
| 2013/14 | Real Madrid   | Vlag van Spanje | Primera División   | 36         | 0          | 0     | 0     | 1              | 0              | 37     | 0      |
| 2014/15 | AC Milan      | Vlag van Italië | Serie A            | 28         | 0          | 0     | 0     | —              | —              | 28     | 0      |
| 2015/16 | AC Milan      | Vlag van Italië | Serie A            | 8          | 0          | 1     | 0     | —              | —              | 9      | 0      |
| 2016/17 | → Espanyol    | Vlag van Spanje | Primera División   | 35         | 0          | 0     | 0     | —              | —              | 35     | 0      |
| 2017/18 | Espanyol      | Vlag van Spanje | Primera División   | 10         | 0          | 5     | 0     | —              | —              | 15     | 0      |
| 2018/19 | Espanyol      | Vlag van Spanje | Primera División   | 38         | 0          | 0     | 0     | —              | —              | 38     | 0      |
| 2019/20 | Espanyol      | Vlag van Spanje | Primera División   | 27         | 0          | 0     | 0     | 11             | 0              | 38     | 0      |
| Totaal  | Totaal        | Totaal          | Totaal             | 420        | 0          | 29    | 0     | 63             | 0              | 512    | 0      |

## Interlandcarrière
In maart 2009 werd López voor het eerst opgeroepen voor het nationale team van Spanje. Hij mocht als derde keeper mee naar de twee interlands tegen Turkije. Daarna werd hij ook geselecteerd voor de FIFA Confederations Cup 2009, ook als derde doelman. Op 12 augustus 2009 debuteerde López in een oefenwedstrijd tegen Macedonië. Hij kwam als invaller voor José Manuel Reina in het veld.

## Erelijst
| UEFA Champions League | 1x | 2013/14 |
| Primera División      | 1x | 2006/07 |
| Copa del Rey          | 1x | 2013/14 |

1 Cárdenas ·
2 Rațiu ·
3 Chavarría ·
4 Díaz ·
5 Aridane ·
6 Ciss ·
7 Isi ·
8 Trejo  ·
9 De Tomás ·
10 James ·
11 Nteka ·
12 Guardiola ·
13 Batalla ·
14 Camello ·
15 Gumbau ·
16 Mumin ·
17 U. López ·
18 Á. García ·
19 de Frutos ·
20 Balliu ·
21 Embarba ·
22 Espino ·
23 Valentín ·
24 Lejeune ·
25 Montiel ·
27 Pelayo ·
29 Méndez ·
Coach: Pérez
· Assistent-coach: Adrián
1 Casillas  ·
2 Albiol ·
3 Piqué ·
4 Marchena ·
5 Puyol ·
6 Hernández ·
7 Villa ·
8 Xavi ·
9 Torres ·
10 Fàbregas ·
11 Capdevila ·
12 Busquets ·
13 López ·
14 Alonso ·
15 Ramos ·
16 Llorente ·
17 Güiza ·
18 Riera ·
19 Arbeloa ·
20 Cazorla ·
21 Silva ·
22 Mata ·
23 Reina ·
Coach: Del Bosque